# Gorakshashataka
Das Gorakshashataka (Sanskrit:  गोरक्षशतक gorakṣaśataka n. »Goraksha-Hundertzeiler«) ist vermutlich die älteste erhaltene Abhandlung über Hathayoga. Es diente mehreren späteren Werken, die Yoga behandeln, als Vorlage. Sein Autor war Goraksha, der zwischen dem 7. und dem 10. Jahrhundert lebte.

## Inhalt
Das Gorakshashataka besteht trotz des Namens aus rund 200 Versen. Es ist in mehreren Manuskripten erhalten, die sich minimal unterscheiden. Es gibt auch kürzere Versionen, die unvermittelt mit dem Vers 101 aufhören.
Das Gorakshashataka kennt im Gegensatz zum Yogasutra des Patanjali nur sechs Stufen des Yogas. Neben diesen, Asana, Pranayama, Pratyahara, Dharana, Dhyana und Samadhi, werden auch noch andere Hathayogapraktiken wie die Mudras, Bandhas und Nadishodhana erklärt, sowie die Anatomie des feinstofflichen Körpers mit den Chakren, Nadis und der Kundalini. Eine zentrale Stelle nimmt die Erklärung der Mondsichel im Kopf ein, von der Amrita, der Nektar der Unsterblichkeit, beständig herabtröpfelt und wie der Yogi diesen für sich gewinnen kann. Auch soll der Yogin über die Sonnenscheibe im Nabel meditieren. Die Sonnen-Mond-Symbolik ist im Gorakshashataka stark ausgeprägt, und in der Gorakshapaddhati (»Gorakshas Fußstapfen«), ein Kommentar zum Gorakshashataka, wird denn das Wort haṭha mit den mystischen Silben ha »Sonne« und ṭha »Mond« erklärt.

## Abhängige Werke
Das Gorakshashataka war ein weit verbreitetes Werk, von dem manchmal ganze Teile in spätere Yogaschriften übernommen wurden. So ist die Yogachudamani-Upanishad größtenteils identisch mit dem Gorakshashataka und auch in anderen Upanishaden finden sich Stellen aus diesem Werk.
Auch spätere wichtige Werke über Hathayoga sind deutlich vom Gorakshashataka abhängig, so die Hathapradipika und die Gherandasamhita.

## Übersetzungen
Das Gorakshashataka wurde im Gegensatz zur Hathapradipika relativ spät in eine europäische Sprache übersetzt, weshalb letztere in westlichen Yogakreisen als die wichtigste Hathayogaschrift betrachtet wird, obschon sie deutlich jünger und von anderen Werken abhängig ist.
Die erste und einzige wissenschaftlich kommentierte Übersetzung  des Gorakshashataka ins Deutsche wurde 1976 von Fausta Nowotny veröffentlicht und enthält auch den Sanskrittext mit Lesevarianten. 1985 übertrug Lore Tomalla die englische Übersetzung von Swami Kuvalayananda ins Deutsche. Eine dritte deutsche Übersetzung gibt Georg Feuerstein in seinem Buch Die Yoga Tradition an, sagt aber, dass es sich um die Gorakshapaddhati handele.